# Quasilituotuba
Quasilituotuba es un género de foraminífero bentónico de la familia Pseudoammodiscidae, de la superfamilia Earlandioidea, del suborden Fusulinina y del orden Fusulinida. Su especie tipo es Quasilituotuba subplana. Su rango cronoestratigráfico abarca el Serpujoviense (Carbonífero inferior).

## Discusión
Algunas clasificaciones más recientes incluyen Quasilituotuba en la superfamilia Pseudoammodiscoidea, el suborden Archaediscina, del orden Archaediscida, de la subclase Afusulinana y de la clase Fusulinata.

## Clasificación
Quasilituotuba incluye a las siguientes especies:
- Quasilituotuba subplana
  - Quasilituotuba subplana var. segmentata